# Euphorbia kaessneri
Euphorbia kaessneri är en törelväxtart som beskrevs av Ferdinand Albin Pax. Euphorbia kaessneri ingår i släktet törlar, och familjen törelväxter. Inga underarter finns listade i Catalogue of Life.